# Bolvormige sterrenhoop

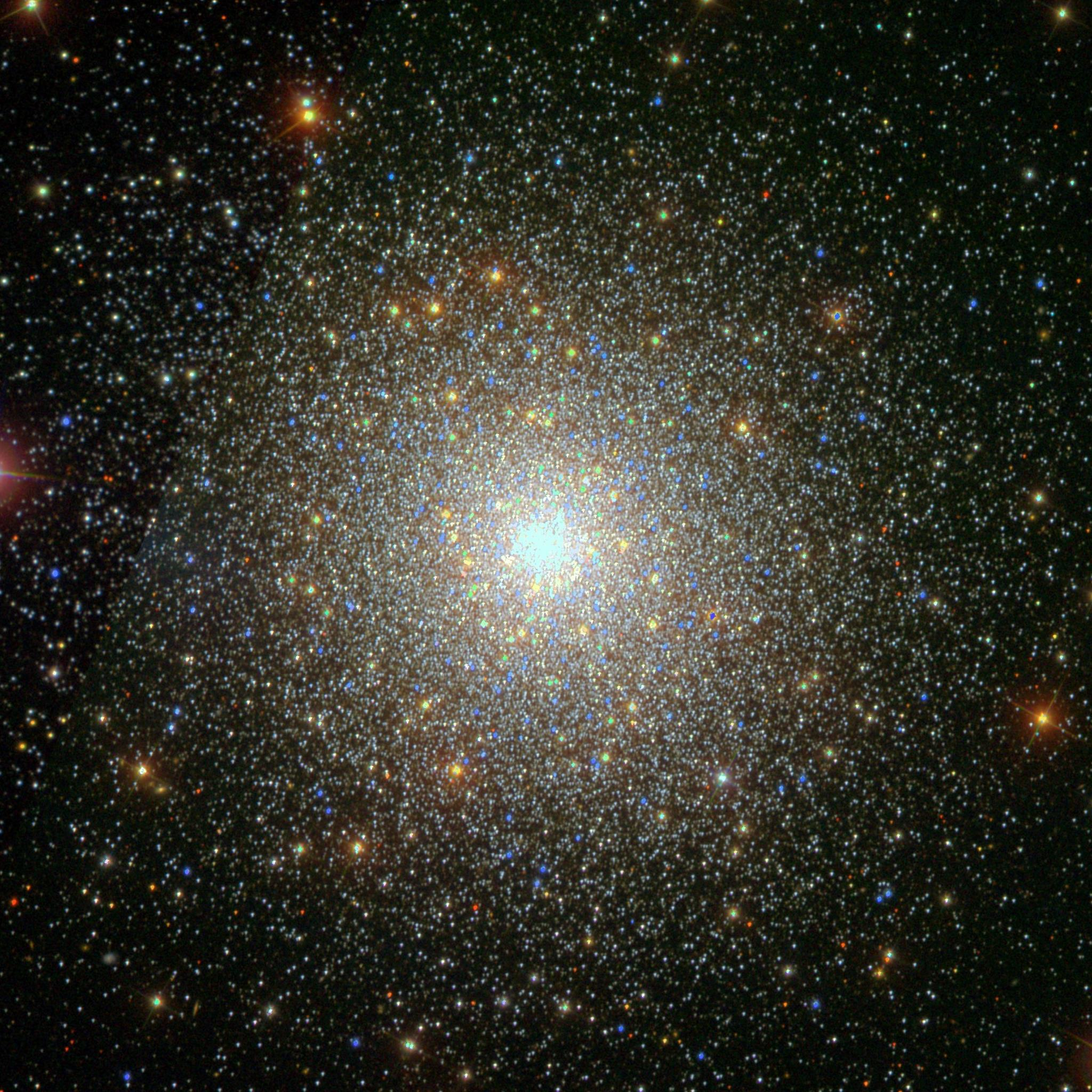
De bolhoop M92

Een bolvormige sterrenhoop (of bolhoop) is een bolvormige groep sterren die rond een sterrenstelsel draait (zoals een satelliet). Bolhopen hangen goed aaneen door zwaartekracht – vandaar hun typische bolvorm – en zijn zeer dicht (relatief gezien) in de buurt van hun kern. Hierdoor komen sterren soms heel dicht bij elkaar. Enkele zeer exotische stersoorten (blauwe achterblijvers, millisecondepulsars en lichte röntgendubbelsterren (LMXB's)) komen veel meer voor in bolvormige sterrenhopen. Bolvormige sterrenhopen bestaan meestal uit honderdduizenden oude sterren, vergelijkbaar met het centrum van een spiraalstelsel, maar beperkt tot een volume van slechts enkele kubieke parsecs.

## Ontdekking
De eerste bolhoop, nu bekend als Messier 22 werd ontdekt in 26 augustus 1665 door Johann Abraham Ihle bij waarnemingen van Saturnus. Charles Messier ontdekte als eerste individuele sterren in Messier 4 in 1764. William Herschel gebruikte in 1789 als eerste de naam globular clusters in zijn Catalogue of Nebulae and Clusters of Stars.

## Voorkomen

De locatie van bolvormige sterhopen (globular clusters; rood) in het melkwegstelsel

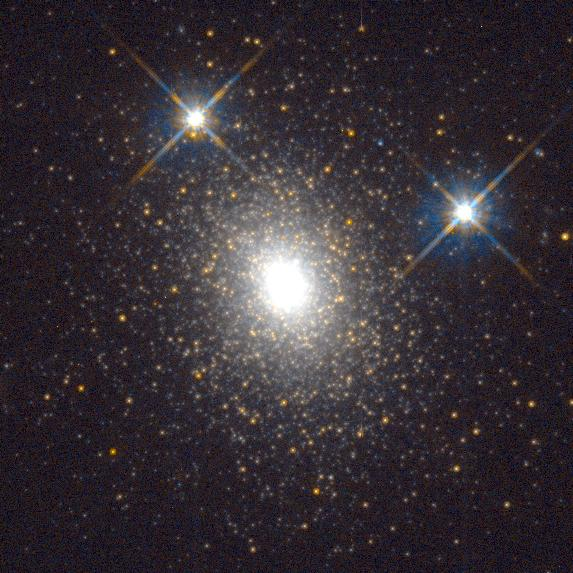
Bolvormige sterhoop G1 (of Mayal II) in het Andromeda stelsel

Bolvormige sterrenhopen zijn redelijk talrijk; er zijn er ongeveer 150 van bekend bij de Melkweg (met waarschijnlijk nog een 30- à 50-tal dat niet te zien is doordat ze achter dichte stofwolken van de Melkweg liggen) en grotere sterrenstelsels zoals Andromeda hebben er meer (Andromeda zou er wel 500 hebben). Sommige gigantische elliptische sterrenstelsels (zoals bv. M87) zouden er tot 13 of zelfs 15 duizend bezitten.
De dichtstbijzijnde (7200 pc; 23.500 lichtjaar) bolhopen zijn Messier 4 en NGC 6397.
Bolhopen worden gerekend tot de halo of sferoïde van de meeste sterrenstelsels en hebben hun banen op afstanden tot honderd kiloparsec van het centrum. In tegenstelling tot de meeste andere sterren in het stelsel zijn ze niet gebonden aan het Melkwegvlak.
Het was dankzij de studie van bolhopen dat de positie van onze zon in de Melkweg bekend is geworden. Tot de jaren 1918 werd gedacht dat de Zon ongeveer in het midden van het melkwegstelsel stond vanwege het uniforme uitzicht van de sterrenverdeling in het zichtbare gedeelte van de Melkweg. Toen ontdekte Harlow Shapley dat de verdeling van de bolhopen, daarentegen, zeer asymmetrisch was. Veronderstelde men een ruwweg sferische verdeling van bolhopen om het galactisch centrum, dan kan men de afstand van de Zon tot het centrum schatten.
Op dat moment werd het duidelijk dat men slechts een fractie van het volledige melkwegstelsel vanaf de Aarde kan zien. De rest wordt verborgen door gas en stof. Een soortgelijke situatie bestaat als men op een mistige dag op een toren in een stad gaat staan. In elke richting ziet men evenveel bebouwing, en daaruit zou men ten onrechte kunnen concluderen dat de toren in het midden van de stad staat.

## Kenmerken

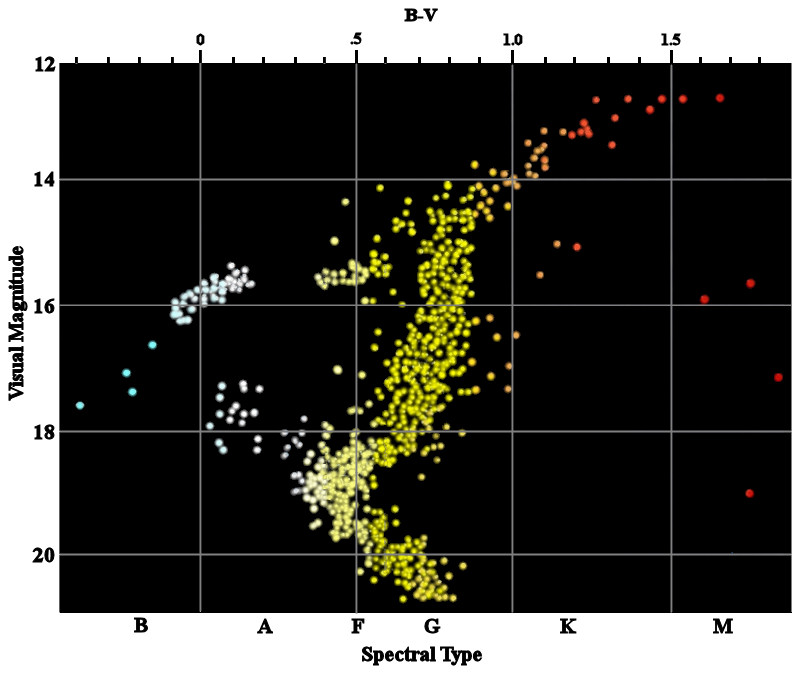
Het kleur-magnitude-diagram van de bolvormige sterhoop M 3

Sommige bolhopen (zoals Omega Centauri in de Melkweg en G1 in Andromeda) zijn werkelijk massieve clusters, met een massa van meerdere miljoenen zonsmassa's. Zulke bolhopen waren waarschijnlijk ooit kernen van sterrenstelsels die rond hun gaststelsel draaiden, maar die volledig zijn opgeslorpt en die al hun sterren zijn kwijtgeraakt – op de kern na. De meeste bolhopen zijn echter veel kleiner en hebben in de orde van honderdduizenden sterren.
De afstand van bolhopen kan onder andere worden bepaald met behulp van de erin aanwezige RR Lyrae-sterren.
De meeste bolhopen zijn zeer oud (ze horen bij de oudste bekende objecten (populatie II) en zijn waarschijnlijk samen met hun gaststelsels ontstaan. Niettemin zijn enkele blauwe bolhopen geobserveerd en deze blauwe kleur is een indicatie van hete, jonge sterren en relatief recente geboorte. Het is nog onbekend of bolhopen later in het leven van een sterrenstelsel kunnen worden gevormd, maar het is waarschijnlijk dat hun ontstaan kan worden gerelateerd aan catastrofale gebeurtenissen zoals "botsingen" tussen twee stelsels. In sommige elliptische stelsels (waarvan wordt geloofd dat ze in zo'n "botsing" zijn ontstaan) kunnen inderdaad zowel jonge als oude bolhopen worden gevonden. De oude zijn waarschijnlijk overblijfselen van de oorspronkelijke sterrenstelsels terwijl de jongere zijn ontstaan bij de "botsing".
Op enkele opmerkenswaardige uitzonderingen na, lijkt iedere bolhoop een bepaalde leeftijd te hebben. Dat wil zeggen dat alle sterren in de bolhoop ongeveer op hetzelfde moment zijn ontstaan. Het was de ontdekking hiervan – met de studie van Hertzsprung-Russelldiagrammen van bolhopen – die leidde tot het eerste begrip van stellaire evolutie.

## Waarnemen
Veel bolhopen van het melkwegstelsel zijn met een verrekijker of kleine telescoop al als een wazig vlekje te zien, een enkele zoals Omega Centauri en 47 Tucanae is zelfs al met het blote oog te zien. Op het noordelijk halfrond is de Herculesbolhoop (M13) de enige die onder extreem gunstige omstandigheden al met het blote oog gezien kan worden. Met een telescoop van 10cm of groter zijn individuele sterren te zien. Om de individuele sterren in de kern te kunnen onderscheiden is wel een -voor amateurs- redelijk grote telescoop met een diameter van minimaal 25 tot 30 centimeter nodig.

## Het centrum van een bolvormige sterrenhoop
Een geliefkoosd thema van heel wat space-artists zoals David A. Hardy is het tafereel dat te zien is vanaf een planeet die zich dicht tegen het centrum van een bolvormige sterrenhoop bevindt. De hemel van zo'n planeet is bezaaid met sterren die allen de helderheid van Sirius ver overtreffen. Sirius (alpha Canis Majoris) is de helderste ster die vanaf de Aarde waargenomen kan worden.

## Verkleind model van een bolvormige sterrenhoop
Indien een bolvormige sterrenhoop zoals Messier 13 verkleind zou worden tot een object met diameter van 500 kilometer, dan zouden de sterren als zandkorreltjes met diameters van minder dan een millimeter met tussenruimten van 5 kilometer van elkaar verwijderd zijn. Zelfs in het meest centrale gedeelte waar de sterren ogenschijnlijk opeengepakt zitten, is elk zandkorreltje nog steeds meer dan anderhalve kilometer verwijderd van zijn buur. Het opmerkelijke witte aanzien van het centrale gedeelte van een bolvormige sterrenhoop zoals Omega Centauri is te wijten aan overbelichting tijdens het nemen van foto's doorheen telescopen. In werkelijkheid, zoals tijdens het visueel waarnemen doorheen de telescoop, ziet men elke ster gescheiden van zijn omgevende buren.